# Aviel Zargari
Aviel Zargari (Jerusalén, 11 de diciembre de 2002) es un futbolista israelí que juega en la demarcación de centrocampista para el Hapoel Haifa F. C. de la Liga Premier de Israel.

## Selección nacional
Tras jugar con la selección de fútbol sub-16 de Israel, la sub-17, la sub-18 y la sub-21 finalmente hizo su debut con la selección absoluta el 5 de junio de 2021 en un partido amistoso contra Montenegro. El partido acabó con un resultado de 1-3 a favor del combinado israelí tras el gol de Fatos Bećiraj para Montenegro, y de Eran Zahavi, Manor Solomon y Gadi Kinda para Israel.

## Clubes
| Club                                | País   | Año       | Partidos | Goles |
| ----------------------------------- | ------ | --------- | -------- | ----- |
| Beitar Jerusalem F. C.              | Israel | 2019-2023 | 67       | 0     |
| Maccabi Haifa F. C.                 | Israel | 2023      | 0        | 0     |
| Maccabi Petah-Tikvah F. C. (cedido) | Israel | 2023-2024 | 14       | 1     |
| Hapoel Haifa F. C. (cedido)         | Israel | 2025-     | 9        | 0     |

## Palmarés

### Títulos nacionales
| Título                 | Club                       | País   | Año  |
| ---------------------- | -------------------------- | ------ | ---- |
| Liga Premier de Israel | Maccabi Haifa F. C.        | Israel | 2023 |
| Supercopa de Israel    | Maccabi Haifa F. C.        | Israel | 2023 |
| Copa de Israel         | Maccabi Petah-Tikvah F. C. | Israel | 2024 |